# Ernst Holzinger (Jurist)
Ernst Holzinger (* 1893; † 1982) war ein deutscher Jurist und Präsident des Bayerischen Verfassungsgerichtshofes.

## Leben
Er studierte Rechtswissenschaften in München. Von 1915 bis 1917 nahm er am Ersten Weltkrieg teil und erlitt eine Kriegsverwundung. 1917 legte er die Erste und 1920 die Zweite Juristische Staatsprüfung ab. Von 1920 bis 1924 war er in Rechtsanwaltskanzleien in München tätig. 1924 trat er in den Justizdienst ein und wurde Gerichtsassessor bei der Staatsanwaltschaft Traunstein. 1925 wurde er Dritter Staatsanwalt zunächst in Traunstein und später beim Landgericht Ansbach. 1926 wurde er Amtsrichter am Amtsgericht Nürnberg. 1929 wurde er Zweiter und 1930 Erster Staatsanwalt beim Landgericht Kempten. 1933 wurde er Landgerichtsrat beim Landgericht München I und 1939 Oberlandesgerichtsrat beim Oberlandesgericht München.
Von 1939 bis 1945 nahm er am Zweiten Weltkrieg als Heeresrichter teil, zuletzt als Oberkriegsgerichtsrat im OKH (Begnadigungsreferat).
Von Juli 1945 bis Januar 1946 war er im Automatischen Arrest. Laut Spruch der Spruchkammer Ansbach (Stadt) vom 10. Oktober 1946 war er vom BefrG nicht betroffen.
1946 wurde er zunächst Präsident des Landgerichts Ansbach und später des Landgerichts Memmingen. 1947 wurde er zum Mitglied des Bayerischen Verfassungsgerichtshofes gewählt. 1952 wurde er Präsident des Landgerichts München II und 1953 Berufsrichter beim Bayerischen Verfassungsgerichtshof.
Von 1956 bis 1959 war er Präsident des Oberlandesgerichts Nürnberg und des Bayerischen Verfassungsgerichtshofes. 1959 wurde er in den Ruhestand versetzt.